# عمر بسام
عمر بسام لاعب كرة قدم مصري في مركز الهجوم ، من ناشئي المصرية للاتصالات وانضم لناشئي الأهلي ، ويلعب حاليًا لنادي بيش السعودي.

## مسيرته الكروية
من مواليد القاهرة ويدرس بكلية الآداب، وبدايته كانت بفريق المصرية للاتصالات حيث ظهر مع الفريق وانضم لمنتخب الشباب تحت قيادة الكابتن ربيع ياسين ، وبعدها انضم لناشئي الأهلي ، وتم تصعيده للفريق الأول تحت قيادة مدرب الأهلي السابق محمد يوسف في 2014 ، وشارك مع الفريق الأول لأول مرة في الدوري الممتاز في 3 فبراير 2014 أمام نادي الداخلية في الجولة الثانية من الدوري.

أجرى عملية الرباط الصليبي في 2014 تحت إشراف طبيب النادي الأهلي، ولديه عدة عروض من أندية سموحة والاتحاد ومصر للمقاصة ، ووقع على عقود الانضمام إلى فريق سموحة لمدة ثلاثة مواسم بداية من يناير 2015 ، ثم انضم إلى نادي الداخلية معارًا من نادي سموحة في 26 يناير 2015 لمدة 6 أشهر.

انضم لنادي أسوان في 17 أغسطس 2016 لمدة موسمين في صفقة انتقال حر بعد انتهاء عقده مع سموحة ليكون ضمن صفوف الفريق، ثم انضم لنادي طنطا في 15 يناير 2017 لمدة موسمين ونصف.

في 27 أغسطس 2017 انضم لنادي الأسيوطي سبورت في صفقة انتقال حر لمدة 3 مواسم، عقب استغناء الجهاز الفني لطنطا عنه.
وفي يوليو 2018 قام بالانتقال لنادي مصر للمقاصة

## أرقام قياسية
دخل تاريخ الدوري الممتاز وحقق رقمًا قياسيًا ؛ حيث أصبح أول لاعب يسجل في تاريخ ديربي أسوان، الذي يجمع بين فريقي أسوان والنصر للتعدين والذي أقيم لأول مرة في مسابقة الدوري في 3 نوفمبر 2016.